# هیوندای بریو
هیوندای بریو (به انگلیسی: Hyundai Brave) یک کشتی است که طول آن ۳۳۹ متر (۱٬۱۱۲ فوت) می‌باشد. این کشتی  در سال ۲۰۰۸ ساخته شد.